# ドキドキ学園
ドキドキ学園（ドキドキがくえん）は、かつてフルタ製菓が発売していたおまけシール付きウェハースチョコである。製品名「ドキドキ学園チョコ｣。定価は30円（税別）。

## 沿革
1986年8月、「夜になると光る、ふしぎな変身シール入り」ということで発売されたドキドキ学園チョコ。ネーミングの由来となったドキドキ学園という学園の先生や生徒たちのキャラクターシールがおまけで1枚ついていた。シール素材は蓄光素材となっており、シールを暗いところで見るとおばけが浮かび上がった。
1987年2月、製品名はそのままでシールの内容を「開運」と「妖怪」の戦いに改めた「開運軍団vs妖怪軍団シリーズ」にリニューアル。シールの大きさはビックリマンシール（48ｍｍ×48ｍｍ）よりも小さく、妖怪は紙シール、開運は透明シールとなっており、妖怪シールの上に開運シールを貼ることで一つのキャラクターとして完成した。
第7弾からは講談社発行の漫画雑誌『コミックボンボン』にも記事の掲載が開始された。シールもビックリマンシールより大型になり、豪華で豊富なシール素材で他社製品と差別化を図り、第8弾からはあたりシールを切手と一緒にフルタ製菓へ郵送して景品シールや景品グッズと交換できる「あたりシールシステム」も他社に先駆けて実施し、成功させた。
第21弾と第22弾においては当時流行したカードダスに着目し、シールとカードを両方封入して価格も30円据え置きで販売した。
開運軍団vs妖怪軍団シリーズは1990年8月発売の第24弾まで販売が続き、シリーズ通算シール数は全1155枚となりロッテのビックリマンチョコ（悪魔vs天使シリーズ）に次ぐシール数1000枚を超える記録を残して終了、総販売額は60億円（販売個数は2億個）を超えた。
1991年7月発売のスーパードキドキ学園チョコ、1993年1月発売のドキドキ学園チョコ、1999年5月発売のドキドキ学園チョコ、1999年10月発売のドキドキ学園新世紀21チョコは、それぞれ1弾で販売終了となった。